# Drosophila pellewae
Drosophila pellewae este o specie de muște din genul Drosophila, familia Drosophilidae, descrisă de Pipkin și Heed în anul 1964. Conform Catalogue of Life specia Drosophila pellewae nu are subspecii cunoscute.